# Fara in Sabina
Fara in Sabina település Olaszországban, Lazio régióban, Rieti megyében. Lakosainak száma 13 835 fő (2023. január 1.). Fara in Sabina Castelnuovo di Farfa, Montelibretti, Montopoli di Sabina, Nerola, Fiano Romano és Toffia községekkel határos.

## Népesség
A település lakossága az elmúlt években az alábbi módon változott:
| Lakosok száma | 13 819 | 13 904 | 13 835 |
|               | 2017   | 2018   | 2023   |